# Shadia Alem
Shadia Alem ou Shādiyah 'Ālim (em árabe: شادية عالم; nascido em Meca) é um artista, pintor e fotógrafo da Arábia Saudita.

## Início da vida
Alem nasceu em 1960 em Makkah. Sua infância foi passada em Taif, onde ela supostamente pintou em portas desde tenra idade. Seu pai era calígrafo e sua mãe bordava.

## Educação
Alem se formou em Arte e Literatura Inglesa pela Universidade King Abdulaziz.

## Carreira

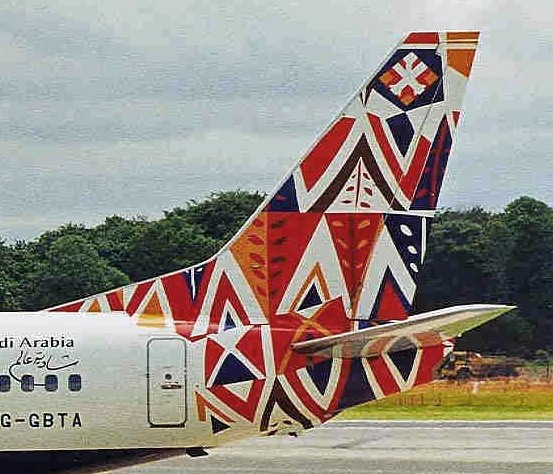
G-GBTA B737-436 British Airways - Arte de Youm al-Suq

Desde 1985, o trabalho de Alem foi exibido nacionalmente na Arábia Saudita e internacionalmente. Algumas obras são um comentário sobre a vida de mulheres na Arábia Saudita, usando formas para demonstrar a ansiedade que as mulheres podem viver. Alem foi patrocinado pela Fundação Almansouria e algumas de suas obras estão agora em seu acervo.
O trabalho de Alem, Youm al-Suq, foi selecionado pela British Airways para aparecer na pintura de sua aeronave em 1998. Sua exposição retrospectiva de 2007 na Albareh Gallery demonstrou o desenvolvimento de seu trabalho desde o retrato, a paisagem e a fotografia. Ela também expôs no Kunstmuseum em Bonn, na Museu de Arte da Universidade de Memphis no Tennessee, em Istambul como parte de seu programa Capital da Cultura de 2010, e na 6ª Bienal de Berlim.

### Bienal de Veneza
Em 2011, a Arábia Saudita entrou pela primeira vez na Bienal de Veneza, tendo Alem como representante do país, em colaboração com sua irmã gêmea, a escritora Raja'a Alem. Seu trabalho, intitulado The Black Arch, que se baseia no folclore, no Islã e em narrativas de viagens medievais. A obra era composta por um cubo escuro suspenso em sua ponta sobre um mar de esferas iridescentes. Os visitantes eram encorajados a se movimentar pela obra e a esfera representava viajantes de todos os tipos. Cobriu uma área de 350 metros quadrados; sua escala como instalação tem sido interpretada como um desafio à ordem espacial. A cor preta também foi fundamental para a instalação: como a cor do tecido Ka'aba, a cor das silhuetas das mulheres veladas e da pedra negra.
No mesmo ano, Alem foi um dos artistas escolhidos para participar da exposição Hajj do British Museum. No entanto, 2011 não foi apenas um ano de realizações - é também o ano em que sua mãe morreu, 15 anos de trabalho foram perdidos em uma enchente em Jeddah e a falha do computador perdeu cinco outros projetos.
Ela vive e trabalha entre Paris e Jeddah.

### Mulheres e arte na Arábia Saudita
Em 2011, Alem e sua irmã foram apresentadas na Vogue Italia, discutindo seu trabalho e o papel das mulheres na Arábia Saudita. Enquanto Alem aborda questões de gênero por meio de seu trabalho, sua irmã vê sua escrita como sem gênero. Na obra de Alem Negative No More, os preconceitos e equívocos das mulheres sauditas são comentados. Essa instalação consistia em 5.000 negativos fotográficos, nenhum deles com mulheres, para chamar a atenção para o fato de que as mulheres estavam ausentes da história política da Arábia Saudita.